# ساموئل ای. لوین
ساموئل ای. لوین (انگلیسی: Samuel A. Levine؛ ‏ ۱ ژانویهٔ ۱۸۹۱ – ۳۱ مارس ۱۹۶۶) پزشک متخصص قلب و عروق لهستانی‌تبار اهل ایالات متحده آمریکا بود. مقیاس لوین، نشانه لوین، سندرم لون–گنانگ–لوین نامشان را از او می‌گیرند. «بخش قلب ساموئل آلبرت لوین» در بیمارستان بریگهام و زنان به افتخار او نام‌گذاری شده است. وی در سن سه سالگی به‌همراه خانواده‌اش به ایالات متحده آمریکا مهاجرت کرد: ۴۷۳  و در سن ۲۰ سالگی از دانشگا هاروارد فارغ‌التحصیل شد. او سپس در بیمارستان بریگهام و زنان و دانشگاه راکفلر مشغول به‌کار شد. او نخستین کسی بود که دلیلِ فلجِ سی و دومین رئیس‌جمهور ایالات متحده آمریکا فرانکلین دلانو روزولت را فلج اطفال دانشت.: ۶۴–۶۸, ۳۲۷–۳۲۸ : ۴۷۴  وی از سال ۱۹۳۰ استادیار و از سال ۱۹۴۸ تا زمان بازنشستگی‌اش استاد‌تمام دانشگاه هاروارد شد. او یکی از پیشگامان درمان انسداد عروق کرونری قلب و دومین پزشکی بود که این عارضه را تشخیص داد و آن را در کتابش «بیماری‌های بالینی قلب» (۱۹۳۶) شرح داد. وی همچنین در شناخت و تشخیص کم‌خونی پرنیشیوز مشارکت داشت.